# Clubbed to Death (chanson)
Pour les articles homonymes, voir Clubbed to Death.
Clip vidéo
[vidéo] « Clubbed to Death - Matrix soundtrack  », sur YouTube
Clubbed to Death (Battu à Mort, en français) est une célèbre musique de film-musique électronique, du compositeur australien Rob Dougan (Rob D),. Il l'édite en single chez Mo' Wax en 1995, puis sur son premier album Furious Angels de 2002. Sa version remix « Kurayamino Variation » connait un succès mondial avec le film Matrix  des Wachowski en 1999. Elle apparaît également dans les bandes originales des films Clubbed to Death (Lola) de Yolande Zauberman en 1996, et Blade: Trinity, de David S. Goyer en 2004.

## Histoire
Rob Dougan compose cette musique électronique néo-classique, interprétée par un orchestre symphonique, avec un sample du titre It's a New Day du groupe funk énigmatique Skull Snaps (en), ainsi qu'un second sample du 1er mouvement des 14 Variations Enigma opus 36 de 1899, du compositeur britannique de musique classique Edward Elgar. Ce 1er mouvement crypté et énigmatique est dédié à son épouse Caroline Alice Elgar (cryptogramme musical).

## Cinéma, télévision, musique de film
- 1996 : Clubbed to Death (Lola), de Yolande Zauberman, avec Élodie Bouchez.
- 1999 : Matrix, de Lana et Lilly Wachowski, avec Keanu Reeves.
- 2000 : Alerte Cobra (série télévisée, Saison 7 épisode 6 Retour de flamme).
- 2004 : Blade: Trinity, de David S. Goyer (dans la bande-annonce).